# Nicolae Țaga
Nicolae Țaga (Avrămeşti, 12 aprile 1967) è un ex canottiere rumeno.

## Palmarès

### Olimpiadi
- 2 medaglie:
  - 1 oro (Barcellona 1992 nel quattro con)
  - 1 bronzo (Barcellona 1992 nel due con)

### Mondiali
- 5 medaglie:
  - 1 oro (Račice 1993 nel quattro con)
  - 2 argenti (Motherwell 1996 nel due con; Zagabria 2000 nel due con)
  - 2 bronzi (Colonia 1998 nell'otto; St. Catharines 1999 nel quattro con)